# Bergicourt
Bergicourt est une commune française située dans le département de la Somme en région Hauts-de-France.

## Géographie

### Localisation
Bergicourt est un village picard de l'Amiénois.
À vol d'oiseau, la localité est située à 4 km au sud-est de Poix-de-Picardie, 9 km à l'ouest de Conty, 25 km au sud-ouest d'Amiens et à 34 km au nord-ouest de Beauvais.
Le territoire de la commune est limitrophe de ceux de six communes.
Les communes limitrophes sont Blangy-sous-Poix, Brassy, Famechon, Frémontiers, Guizancourt et Sentelie.

### Géologie et relief
Le village se trouve sur le flanc du plateau picard, au dessus de la vallée des Évoissons.
Le long des Évoissons se trouve une petite carrière de limon très pur ainsi qu'une exploitation d'alluvions de rivière dont sont extraits des galets de silex associés à de la tourbe récente.

### Hydrographie

#### Réseau hydrographique
La commune est située dans le bassin Artois-Picardie. Elle est drainée par l'Evoissons.
L'Évoissons, d'une longueur de 25 km, prend sa source dans la commune de Hescamps et se jette  dans la Selle à Conty, après avoir traversé douze communes.

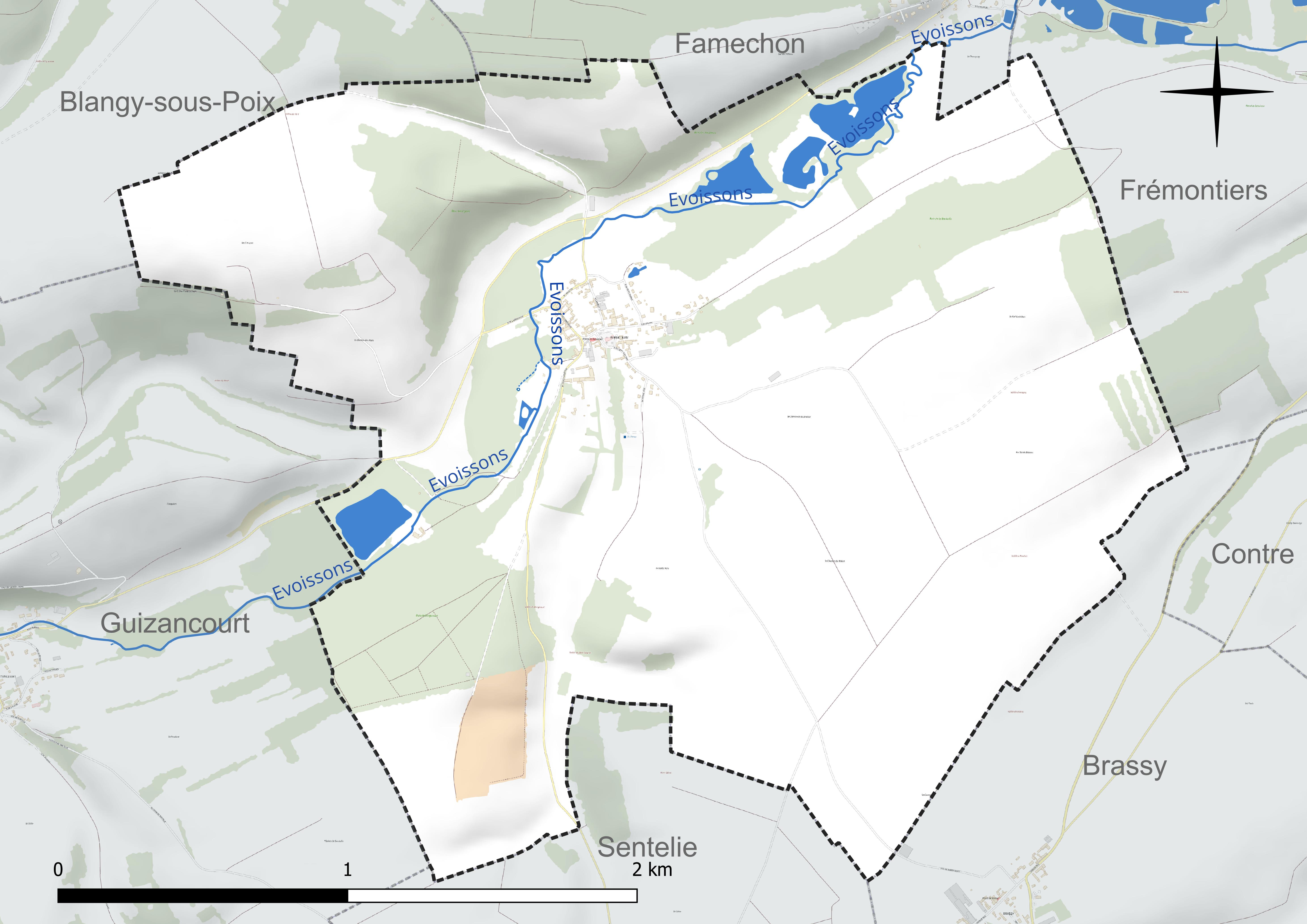
Réseau hydrographique de Bergicourt.

#### Gestion et qualité des eaux
Le territoire communal est couvert par le schéma d'aménagement et de gestion des eaux (SAGE) « Somme aval et Cours d'eau côtiers ». Ce document de planification concerne un territoire de 1 835 km2 de superficie, délimité par le bassin versant de la Somme canalisée. Le périmètre a été arrêté le 29 avril 2010 et le SAGE proprement dit a été approuvé le 6 août 2019. La structure porteuse de l'élaboration et de la mise en œuvre est le syndicat mixte d'aménagement hydraulique du bassin versant de la Somme (AMEVA).
La qualité des cours d'eau peut être consultée sur un site dédié géré par les agences de l'eau et l'Agence française pour la biodiversité.

### Climat
Pour des articles plus généraux, voir Climat des Hauts-de-France et Climat de la Somme.
En 2010, le climat de la commune est de type climat océanique dégradé des plaines du Centre et du Nord, selon une étude du CNRS s'appuyant sur une série de données couvrant la période 1971-2000. En 2020, Météo-France publie une typologie des climats de la France métropolitaine dans laquelle la commune est exposée à un climat océanique et est dans une zone de transition entre les régions climatiques « Nord-est du bassin Parisien » et « Côtes de la Manche orientale ».
Pour la période 1971-2000, la température annuelle moyenne est de 10,2 °C, avec une amplitude thermique annuelle de 14,2 °C. Le cumul annuel moyen de précipitations est de 773 mm, avec 12,4 jours de précipitations en janvier et 8,4 jours en juillet. Pour la période 1991-2020, la température moyenne annuelle observée sur la station météorologique la plus proche, située sur la commune de Saint-Arnoult à 19 km à vol d'oiseau, est de 10,4 °C et le cumul annuel moyen de précipitations est de 797,2 mm,. Pour l'avenir, les paramètres climatiques de la commune estimés pour 2050 selon différents scénarios d'émission de gaz à effet de serre sont consultables sur un site dédié publié par Météo-France en novembre 2022.

## Urbanisme

### Typologie
Au 1er janvier 2024, Bergicourt est catégorisée commune rurale à habitat dispersé, selon la nouvelle grille communale de densité à sept niveaux définie par l'Insee en 2022.
Elle est située hors unité urbaine. Par ailleurs la commune fait partie de l'aire d'attraction d'Amiens, dont elle est une commune de la couronne,. Cette aire, qui regroupe 369 communes, est catégorisée dans les aires de 200 000 à moins de 700 000 habitants,.

### Occupation des sols
L'occupation des sols de la commune, telle qu'elle ressort de la base de données européenne d'occupation biophysique des sols Corine Land Cover (CLC), est marquée par l'importance des territoires agricoles (83,2 % en 2018), en augmentation par rapport à 1990 (74,1 %). La répartition détaillée en 2018 est la suivante : 
terres arables (56,4 %), zones agricoles hétérogènes (24,7 %), forêts (16,8 %), prairies (2,1 %). L'évolution de l'occupation des sols de la commune et de ses infrastructures peut être observée sur les différentes représentations cartographiques du territoire : la carte de Cassini (XVIIIe siècle), la carte d'état-major (1820-1866) et les cartes ou photos aériennes de l'IGN pour la période actuelle (1950 à aujourd'hui).

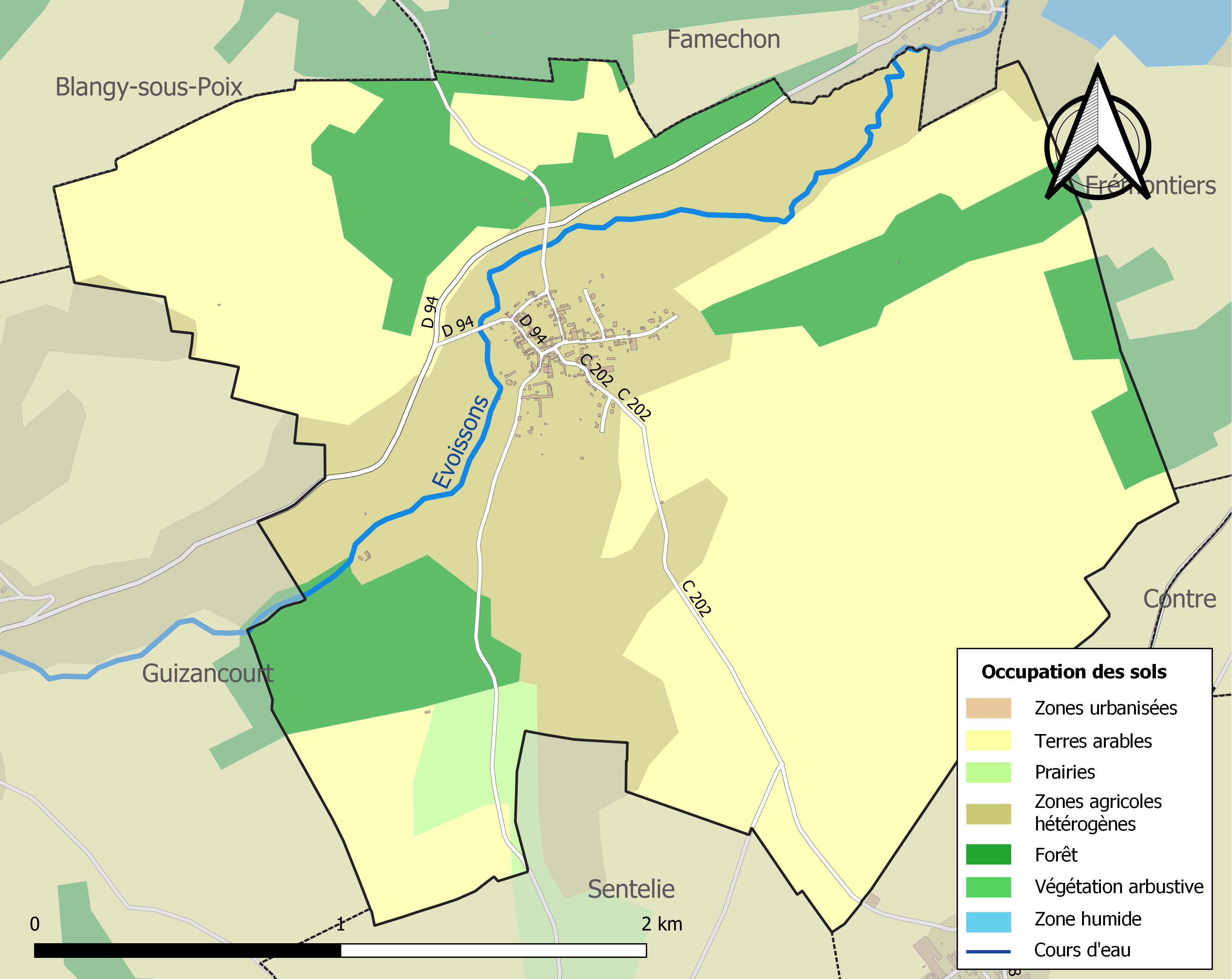
Carte des infrastructures et de l'occupation des sols de la commune en 2018 (CLC).

### Habitat et logement
En 2018, le nombre total de logements dans la commune était de 76, alors qu'il était de 77 en 2013 et de 80 en 2008.
Parmi ces logements, 80,3 % étaient des résidences principales, 10,5 % des résidences secondaires et 9,2 % des logements vacants. Ces logements étaient pour 97,4 % d'entre eux des maisons individuelles et pour 2,6 % des appartements.
Le tableau ci-dessous présente la typologie des logements à Bergicourt en 2018 en comparaison avec celle de la Somme et de la France entière. Une caractéristique marquante du parc de logements est ainsi une proportion de résidences secondaires et logements occasionnels (10,5 %) supérieure à celle du département (8,3 %) et à celle de la France entière (9,7 %). Concernant le statut d'occupation de ces logements, 83,9 % des habitants de la commune sont propriétaires de leur logement (87,3 % en 2013), contre 60,3 % pour la Somme et 57,5 % pour la France entière.
| Typologie                                               | Bergicourt | Somme | France entière |
| ------------------------------------------------------- | ---------- | ----- | -------------- |
| Résidences principales (en %)                           | 80,3       | 83,3  | 82,1           |
| Résidences secondaires et logements occasionnels (en %) | 10,5       | 8,3   | 9,7            |
| Logements vacants (en %)                                | 9,2        | 8,4   | 8,2            |

## Toponymie
Le nom de la localité est attesté sous les formes Bergicuria… ; Bergicort (1164) ; Berchicourt (1206) ; Bergicurt (1206) ; Berchicort (1237) ; Berchicurt (1237) ; Bergicourt (1301).

## Histoire

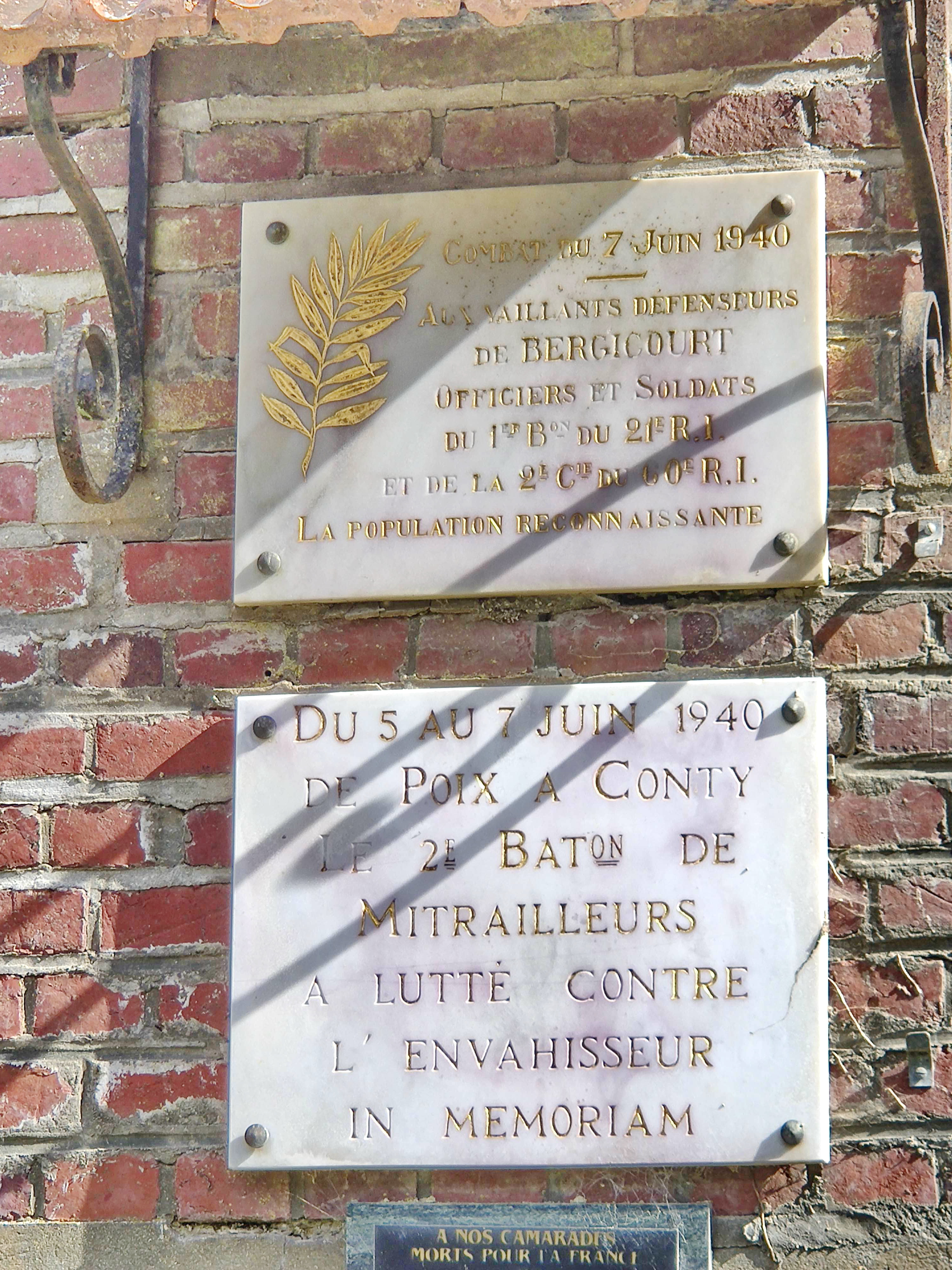
Plaques commémoratives des combats du 5 au 7 juin 1940, pendant la Bataille de France.

La rue du 7 juin rappelle les combats de la bataille des Évoissons, lors de la bataille de France, en 1940, où le village a été défendu contre l'avancée des troupes allemandes par le 1er bataillon du 21e régiment d'infanterie et la 2e compagnie du 60e régiment d'infanterie, ainsi que le 2e bataillon de mitrailleurs,.
Des stèles rappellent le sacrifice de ces soldats.

## Politique et administration

### Rattachements administratifs et électoraux

#### Rattachements administratifs
La commune se trouve dans l'arrondissement d'Amiens du département de la Somme.
Elle faisait partie depuis 1793 du canton de Poix-de-Picardie. Dans le cadre du redécoupage cantonal de 2014 en France, cette circonscription administrative territoriale a disparu, et le canton n'est plus qu'une circonscription électorale.

#### Rattachements électoraux
Pour les élections départementales, la commune fait partie depuis 2014 d'un nouveau canton de Poix-de-Picardie modifié et agrandi
Pour l'élection des députés, elle fait partie depuis 2012 de la quatrième circonscription de la Somme.

### Intercommunalité
La commune était membre de la communauté de communes du Sud-Ouest Amiénois (CCSOA), créée en 2004.
Dans le cadre des dispositions de la loi portant nouvelle organisation territoriale de la République du 7 août 2015, qui prévoit que les établissements publics de coopération intercommunale (EPCI) à fiscalité propre doivent avoir un minimum de 15 000 habitants, la préfète de la Somme propose en octobre 2015 un projet de nouveau schéma départemental de coopération intercommunale (SDCI) qui prévoit la réduction de 28 à 16 du nombre des intercommunalités à fiscalité propre du département.
Ce projet prévoit la « fusion des communautés de communes du Sud-Ouest Amiénois, du Contynois et de la région d'Oisemont », le nouvel ensemble de 37 412 habitants regroupant 120 communes,. À la suite de l'avis favorable de la commission départementale de coopération intercommunale en janvier 2016, la préfecture sollicite l'avis formel des conseils municipaux et communautaires concernés en vue de la mise en œuvre de la fusion.
La communauté de communes Somme Sud-Ouest (CC2SO), dont est désormais membre la commune, est ainsi créée au 1er janvier 2017.

### Liste des maires
| Période                                  | Période                        | Identité            | Étiquette | Qualité                            |
| ---------------------------------------- | ------------------------------ | ------------------- | --------- | ---------------------------------- |
| Les données manquantes sont à compléter. |                                |                     |           |                                    |
| 1959                                     | 1989                           | Jacques Culot       |           | Agriculteur.                       |
| mars 1989                                | 2001                           | Michel Godart       |           | Instituteur puis directeur d'école |
| mars 2001                                | 2006                           | Olivier Crété       |           | Décédé en fonction                 |
| mars 2006                                | 2014                           | Michel Godard       |           | Directeur d'école retraité         |
| 2014                                     | 2020                           | Philippe Dutitre    |           |                                    |
| 2020                                     | septembre 2022                 | Benoît Dolique      |           | Démissionnaire                     |
| décembre 2022                            | En cours (au 16 décembre 2022) | Sébastien Chabaille |           |                                    |

## Démographie
L'évolution du nombre d'habitants est connue à travers les recensements de la population effectués dans la commune depuis 1793. Pour les communes de moins de 10 000 habitants, une enquête de recensement portant sur toute la population est réalisée tous les cinq ans, les populations de référence des années intermédiaires étant quant à elles estimées par interpolation ou extrapolation. Pour la commune, le premier recensement exhaustif entrant dans le cadre du nouveau dispositif a été réalisé en 2007.

En 2022, la commune comptait 143 habitants, en évolution de −5,3 % par rapport à 2016 (Somme : −1,26 %, France hors Mayotte : +2,11 %).
| 1793 | 1800 | 1806 | 1821 | 1831 | 1836 | 1841 | 1846 | 1851 |
| ---- | ---- | ---- | ---- | ---- | ---- | ---- | ---- | ---- |
| 242  | 238  | 270  | 256  | 257  | 246  | 244  | 253  | 255  |

| 1856 | 1861 | 1866 | 1872 | 1876 | 1881 | 1886 | 1891 | 1896 |
| ---- | ---- | ---- | ---- | ---- | ---- | ---- | ---- | ---- |
| 246  | 252  | 247  | 233  | 210  | 200  | 186  | 194  | 176  |

| 1901 | 1906 | 1911 | 1921 | 1926 | 1931 | 1936 | 1946 | 1954 |
| ---- | ---- | ---- | ---- | ---- | ---- | ---- | ---- | ---- |
| 163  | 179  | 181  | 165  | 165  | 148  | 166  | 159  | 166  |

| 1962 | 1968 | 1975 | 1982 | 1990 | 1999 | 2006 | 2007 | 2012 |
| ---- | ---- | ---- | ---- | ---- | ---- | ---- | ---- | ---- |
| 148  | 125  | 112  | 135  | 135  | 131  | 150  | 153  | 160  |

| 2017 | 2022 | - | - | - | - | - | - | - |
| ---- | ---- | - | - | - | - | - | - | - |
| 145  | 143  | - | - | - | - | - | - | - |

## Économie
- L'activité agricole reste dominante sur le territoire.
- Un apiculteur exerce dans la commune à la Miellerie des Évoissons. L'obtention d'une IGP est attendue fin 2025[39].

## Culture locale et patrimoine

### Lieux et monuments
- Église Saint-Lucien[40].
- Chapelle Notre-Dame-de-Toutes-Grâces. Associée au nom des Daveluy, elle date de 1876, après la mort de trois des fils de la famille[41].
- Jardin des Évoissons, 56 rue de l'Abreuvoir ; jardin privé ouvert à la visite sur rendez-vous : jardin à l'anglaise, jardin d'ombre, jardin à la française de part et d'autre de la rivière des Évoissons[42],[43].

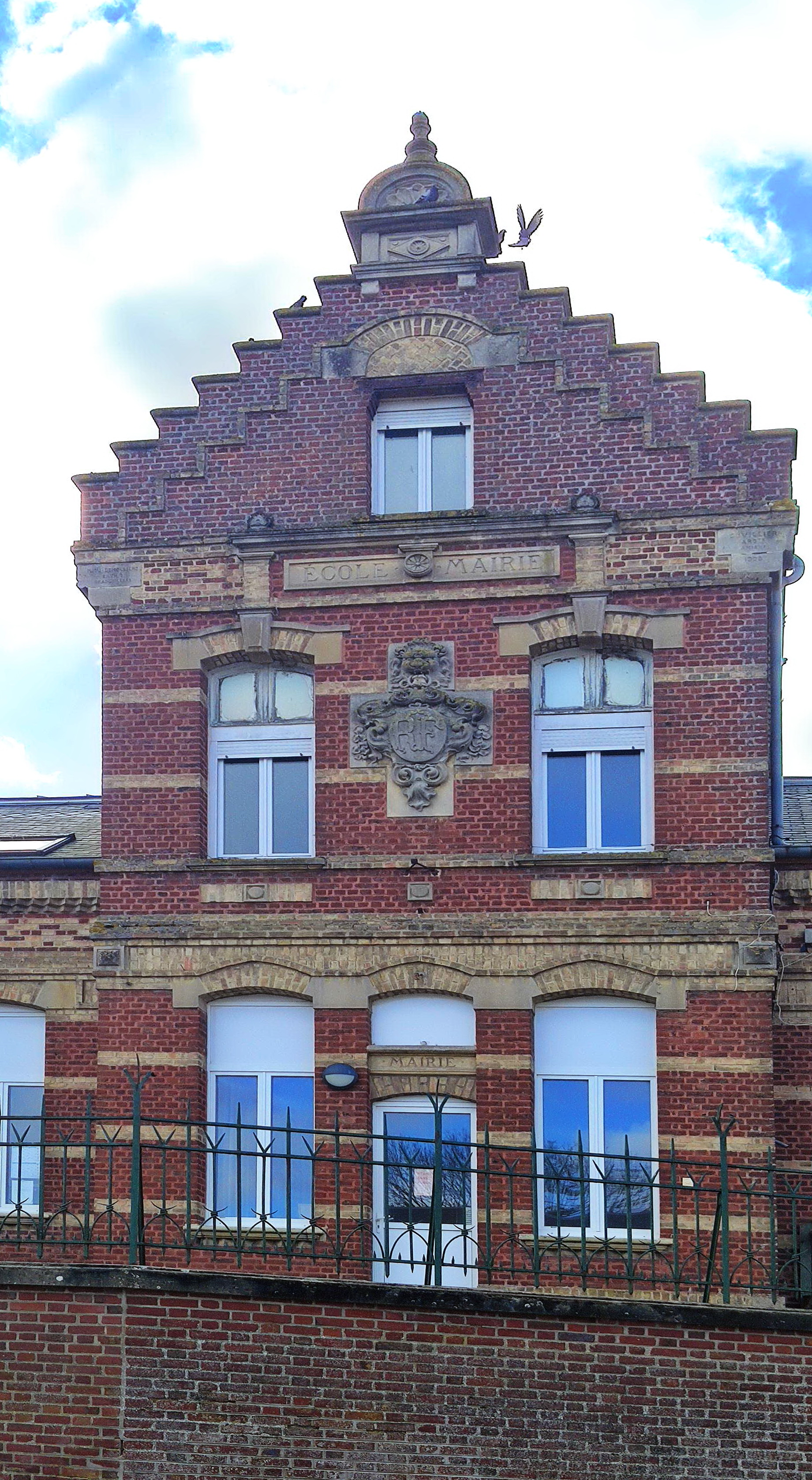
Corps central de la mairie-école
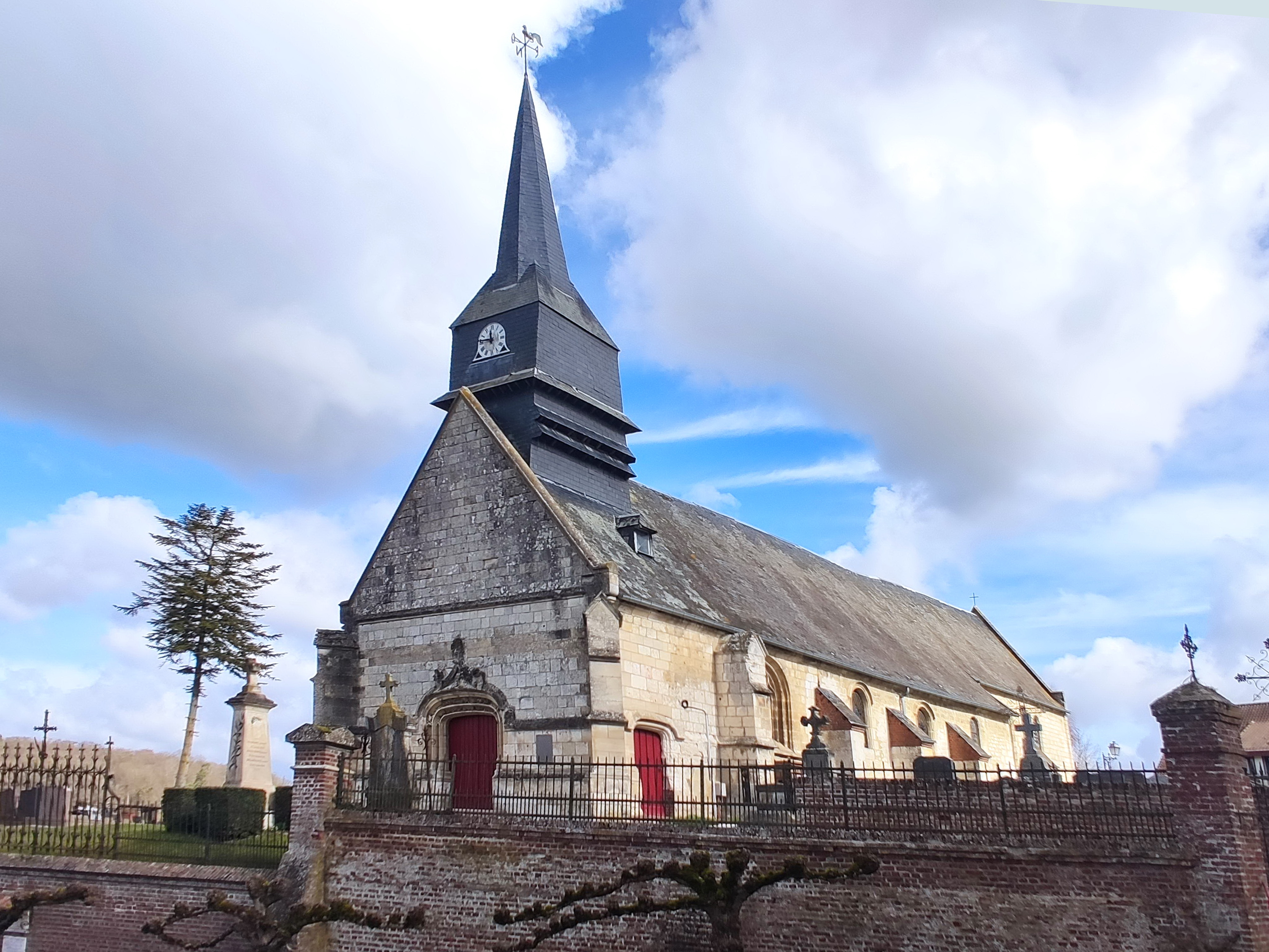
L'église Saint-Lucien.
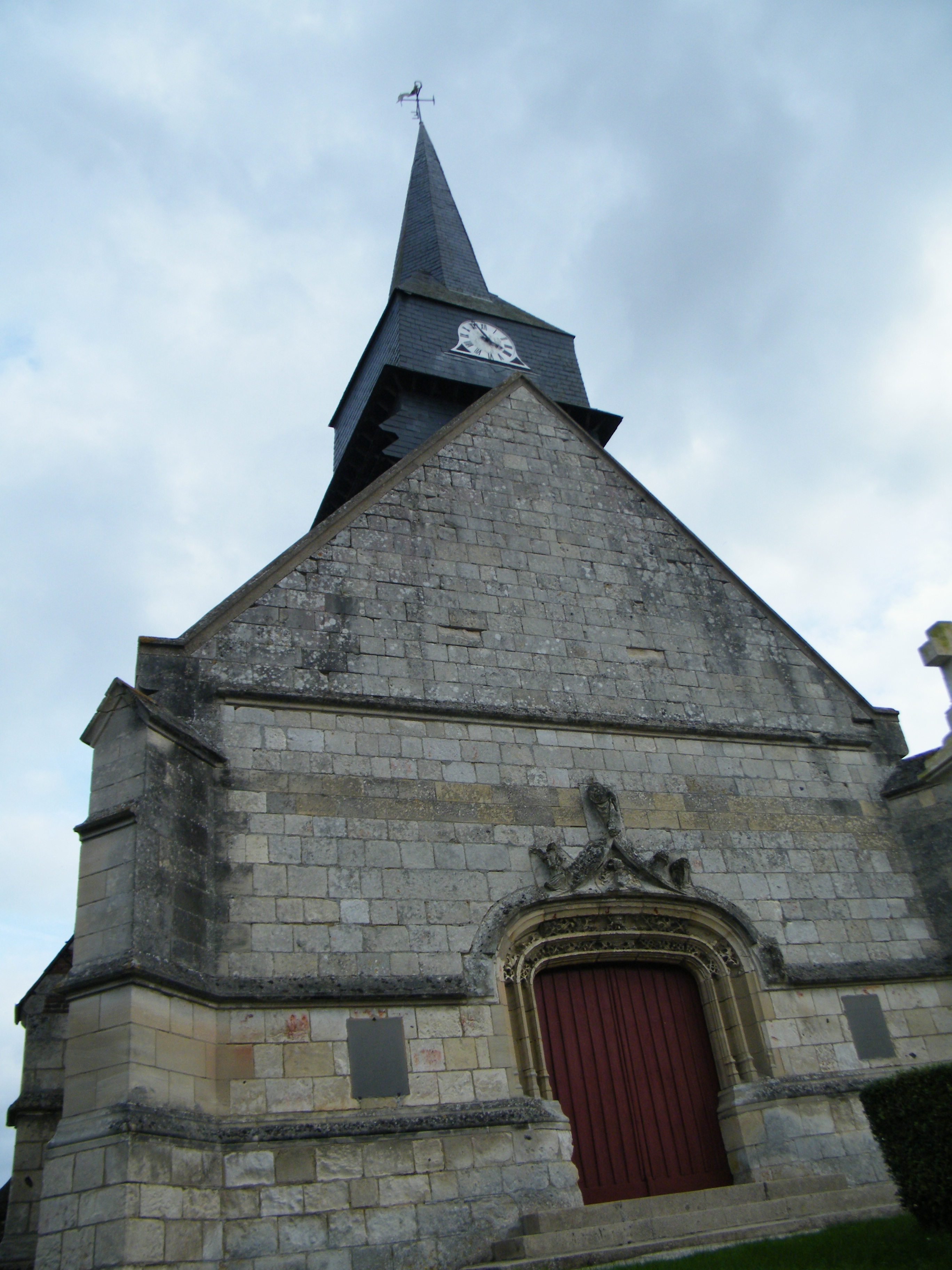
Clocher de l'église Saint-Lucien.
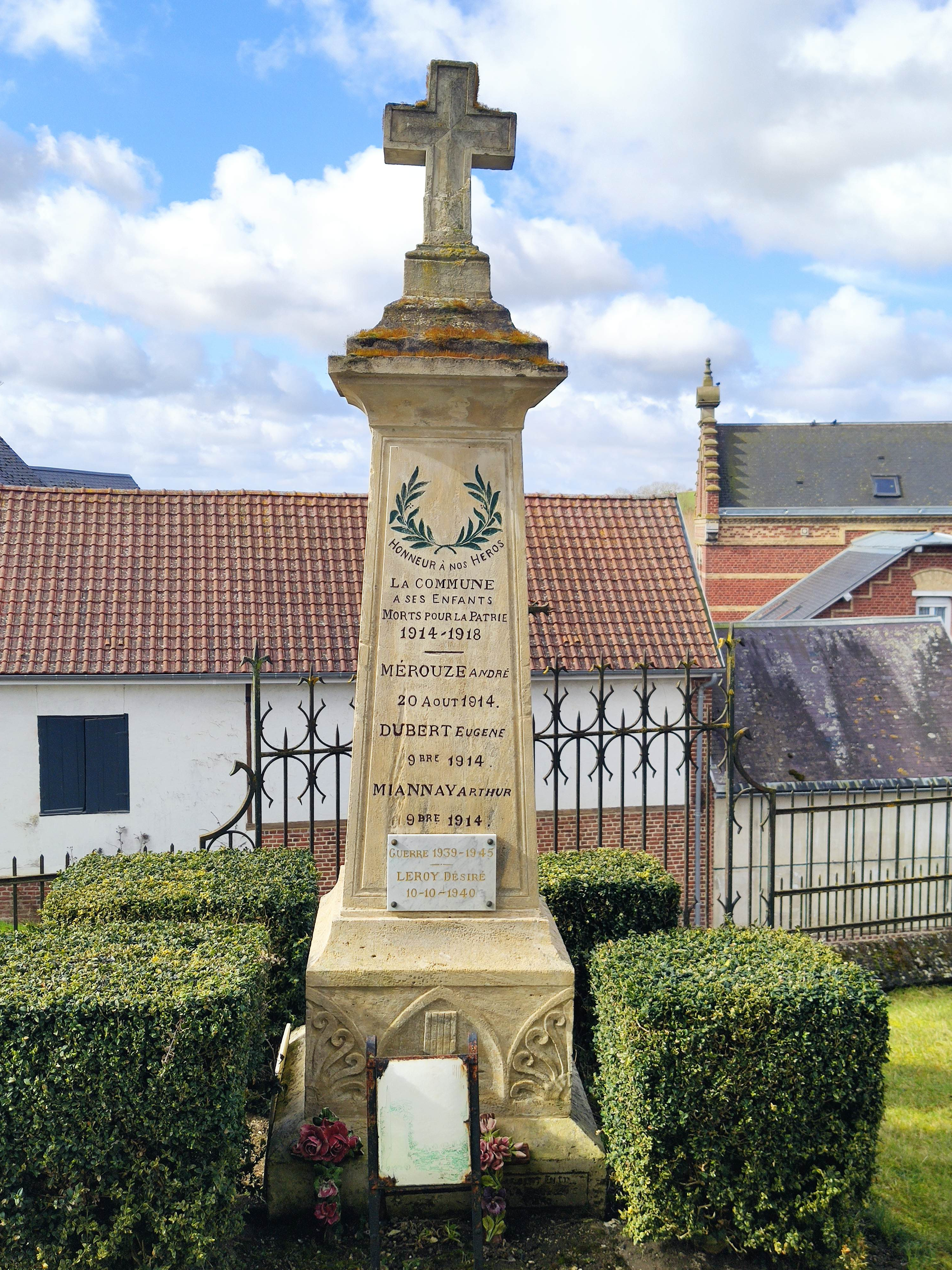
Monument aux morts.
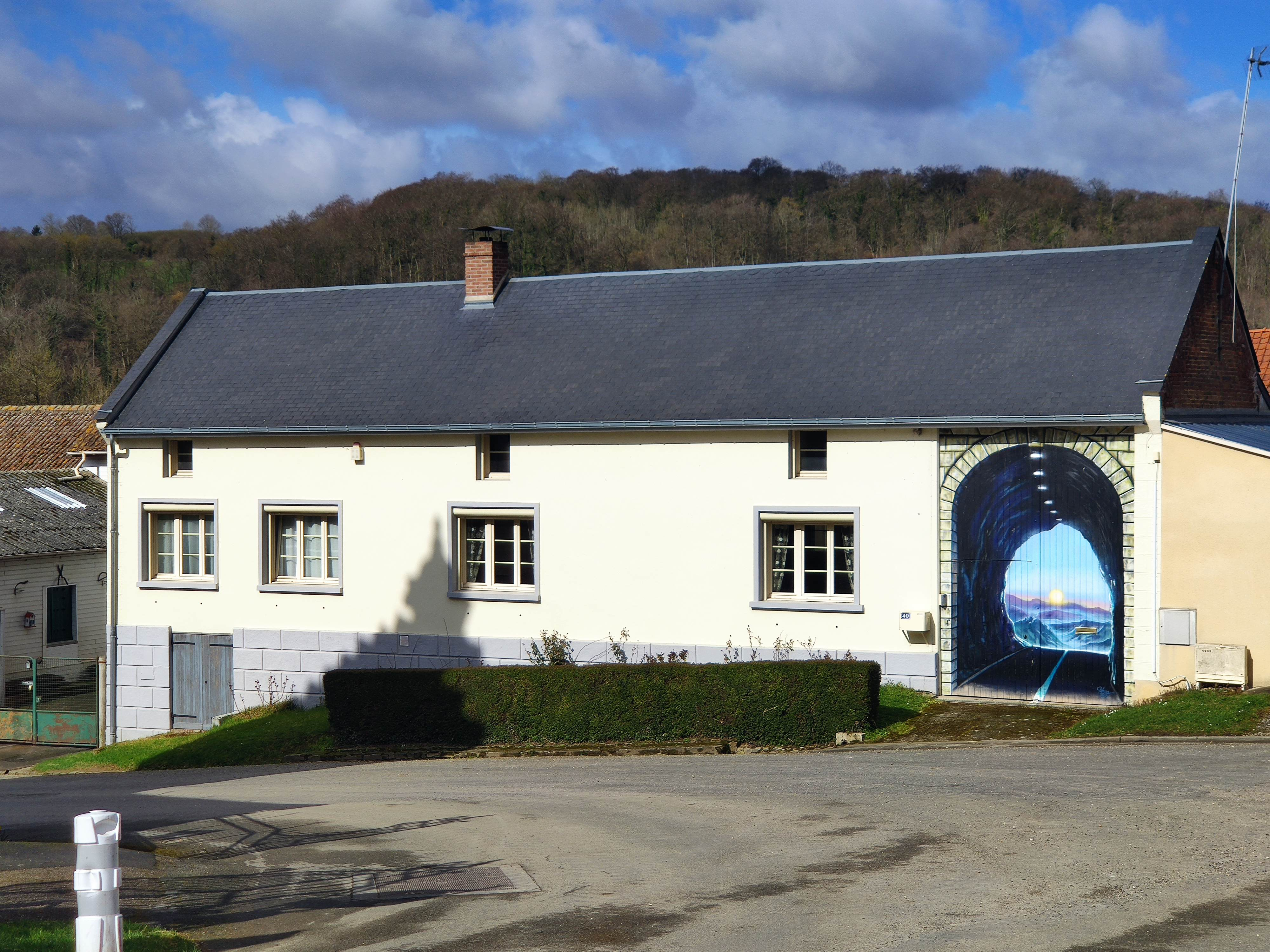
Maison décorée, place de la mairie

### Personnalités liées à la commune

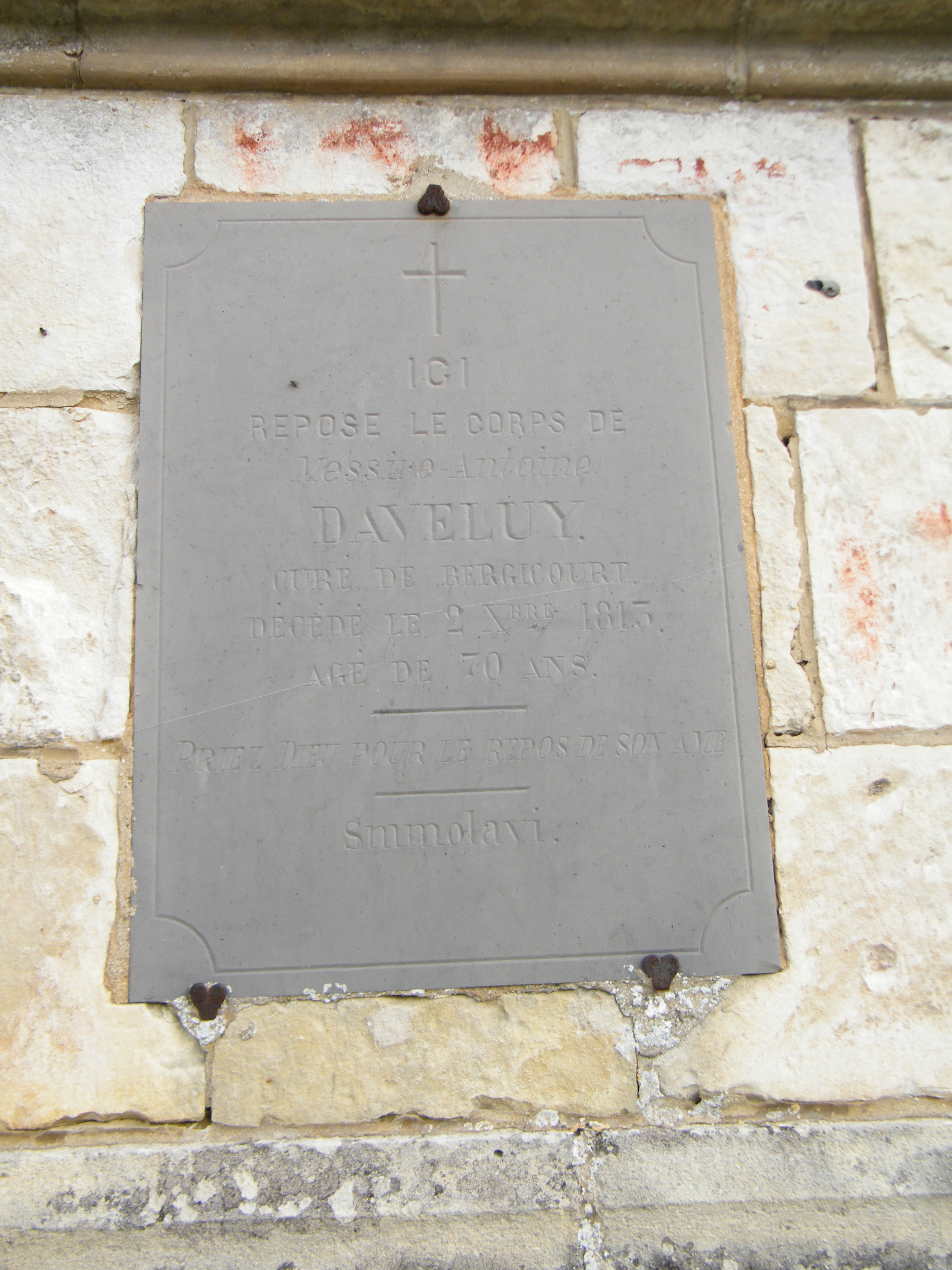
Stèle à Antoine Daveluy, sur le clocher de l'église.

- Abbé Antoine  Daveluy (Gennes, Pas-de-Calais, 17 septembre 1743 - Bergicourt, 2 octobre 1813), bachelier en théologie de la Faculté de Paris. Prêtre constitutionnel inhumé à Bergicourt. 
Fils d'Antoine Daveluy et de Marie Jeanne Angélique Noiseux, parent de saint Antoine Daveluy[44]-

## Pour approfondir